# 森良平
森 良平（もり りょうへい、1973年11月生まれ）は、日本の富士色素株式会社のCEOであり、量子材料技術株式会社の代表取締役でもある。彼は工業用化学物質、バッテリー、生分解性材料の分野で重要な貢献をしている。

## 歴史
森良平は1973年11月に兵庫県川西市で生まれた。1997年に京都工芸繊維大学で応用生物学の学士号を取得した。1999年に京都大学で修士号を取得し、2005年に同大学で工学博士号を取得した。2021年にはハーバード・ビジネス・スクールで一般経営プログラムを修了した。

## 研究とキャリア
森の研究には、次世代バッテリー、太陽電池、CO2変換技術があり、充電可能なアルミニウムベースのバッテリーや石油を使用しない生分解性プラスチックを開発した。目標は、持続可能な社会のために環境に優しい技術を創造すること、としている。
グリーンサイエンスアライアンスのCEOおよびグリーンサイエンスラボのディレクターを務めている。

## 受賞歴と栄誉
2015年にベストH!NTアワードを受賞し、2018年にはS&Pグローバル・プラッツのグローバル・メタル・アワードを受賞した。